# Roti
Roti (còn được gọi là chapati) là một món bánh mỳ mỏng tại tiểu lục địa Ấn Độ, được làm từ bột chưa rây có lẫn nhiều hạt, theo truyền thống được gọi là bột atta, khởi nguồn gốc và được tiêu thụ tại Ấn Độ, Pakistan, Nepal, Sri Lanka, Maldives và Bangladesh. Món này được ăn tại nhiều nơi ở Nam Phi, miền nam Caribbean, đặc biệt là ở Trinidad và Tobago, Guyana, Suriname, và Fiji. Đặc tính định nghĩa là không bột nở. Bánh mì naan Ấn Độ, ngược lại, là một loại bánh bột nở - lên men. kulcha trong ẩm thực Ấn Độ là một loại bánh ăn kèm giống như bánh mì, được chế biến từ bột maida nở với men. Các loại biến thể roti không thể thiếu đối với ẩm thực Nam Á.